# Plantago argentina
Plantago argentina är en grobladsväxtart som beskrevs av Pilg.. Plantago argentina ingår i släktet kämpar, och familjen grobladsväxter. Inga underarter finns listade i Catalogue of Life.